# Сетубал
Сету́бал (порт. Setúbal; МФА: [sɨ.ˈtu.baɫ], Ситу́бал) — муніципалітет і місто в Португалії, в окрузі Сетубал. Адміністративний центр округу.  Розташований у південно-західній частині країни, на березі Атлантичного океану, на теренах історичної португальської провінції Ештремадура. Належить до Сетубальської діоцезії Католицької церкви в Португалії. Права міського самоврядування має з 1249 року. Поділяється на 5 парафій. За адміністративним поділом, чинним до 1976 року, був складовою провінції Ештремадура. Площа муніципалітету — 230,33 км², населення муніципалітету — 123496 ос. (2021); густота населення — 536,17 осіб/км²
. Патрон — Франциск Ксав'єр. Святковий день муніципалітету — 15 вересня. Поштовий індекс — 2900—2925.  Код місцевої адміністративної одиниці — 1512. Складова статистичного регіону Лісабон. Центр Сетубальського єпископства.

## Географія
Сетубал розташований на заході Португалії, на заході округу Сетубал.
Сетубал межує на півночі та сході з муніципалітетом Палмела, на заході — з муніципалітетом Сезімбра. На заході омивається водами Атлантичного океану та річки Саду.

## Історія
Сетубал був заснований фінікійцями приблизно у X столітті до н. е. і присвячений богові родючості Ваалу (порт. Baal). Був важливим морським портом завдяки постачанням солі, соленої риби ти харчових продуктів. У березні 1249 року місто було передане Ордену Сантьяго.
1250 року португальський король Афонсу III надав Сетубалу форал, яким визнав за поселенням статус містечка та муніципальні самоврядні права.
Під час землетрусу у 1755 році місто зазнало значних втрат — історичний центр було частково зруйновано. Статус міста отримав у 1860 році за часів короля Дона Педру IV. З 1922 року стає адміністративним центром однойменного округу, а з 1975 року — центром єпископату.
Цікавим фактом для Сетубала є той, що після Революції гвоздик 1974 року тут завжди перемагає Комуністична партія Португалії (теперішнім президентом муніципальної палати Сетубала є комуністка André Martins).
Саме Сетубал є батьківщиною відомого португальського тренера Жозе Моурінью. З містом також пов'язане життя відомого португальського поета Мануела Бокаже.

## Населення
| Кількість мешканців | Кількість мешканців | Кількість мешканців | Кількість мешканців | Кількість мешканців | Кількість мешканців | Кількість мешканців | Кількість мешканців | Кількість мешканців | Кількість мешканців | Кількість мешканців | Кількість мешканців | Кількість мешканців | Кількість мешканців | Кількість мешканців | Кількість мешканців |
| ------------------- | ------------------- | ------------------- | ------------------- | ------------------- | ------------------- | ------------------- | ------------------- | ------------------- | ------------------- | ------------------- | ------------------- | ------------------- | ------------------- | ------------------- | ------------------- |
| 1864                | 1878                | 1890                | 1900                | 1911                | 1920                | 1930                | 1940                | 1950                | 1960                | 1970                | 1981                | 1991                | 2001                | 2011                | 2021                |
| 15 541              | 18 758              | 21 252              | 25 406              | 32 096              | 41 131              | 50 456              | 49 765              | 55 037              | 56 344              | 65 230              | 98 366              | 103 634             | 113 934             | 121 185             | 123 496             |

## Парафії
1. Гамбія-Понтеш-Алту-да-Герра (порт. Gâmbia - Pontes - Alto da Guerra)
2. Носа-Сеньйора-да-Анунсіада (порт. Nossa Senhora da Anunciada)
3. Саду (порт. Sado)
4. Санта-Марія-да-Граса (порт. Santa Maria da Graça)
5. Сан-Жуліау (порт. São Julião)
6. Сан-Лоуренсу (порт. São Lourenço)
7. Сан-Себаштьяу (порт. São Sebastião)
8. Сан-Сімау (порт. São Simão)

## Економіка, побут, транспорт
Економіка району представлена харчовою промисловістю, торгівлею, транспортом, рибальством, судноремонтною та металообробною промисловістю.
Серед архітектурних пам'яток особливе місце займають фортеця Св. Філіпа (порт. Castelo de São Filipe), церкви Св. Юліана та Св. Марії (порт. Igreja de São Julião, Igreja de Santa Maria), монастир Ісуса (порт. Convento de Jesus).
У вищому дивізіоні португальського футболу Сетубал представлений одною командою — ФК «Віторія».
Сетубал як і муніципалітет в цілому має добре розвинуту транспортну мережу, з'єднаний з Лісабоном платною швидкісною автомагістраллю А-2 (проходить через міст 25 Квітня), має залізничну станцію швидкісного поїзда приміського сполучення (Fertagus).

## Галерея

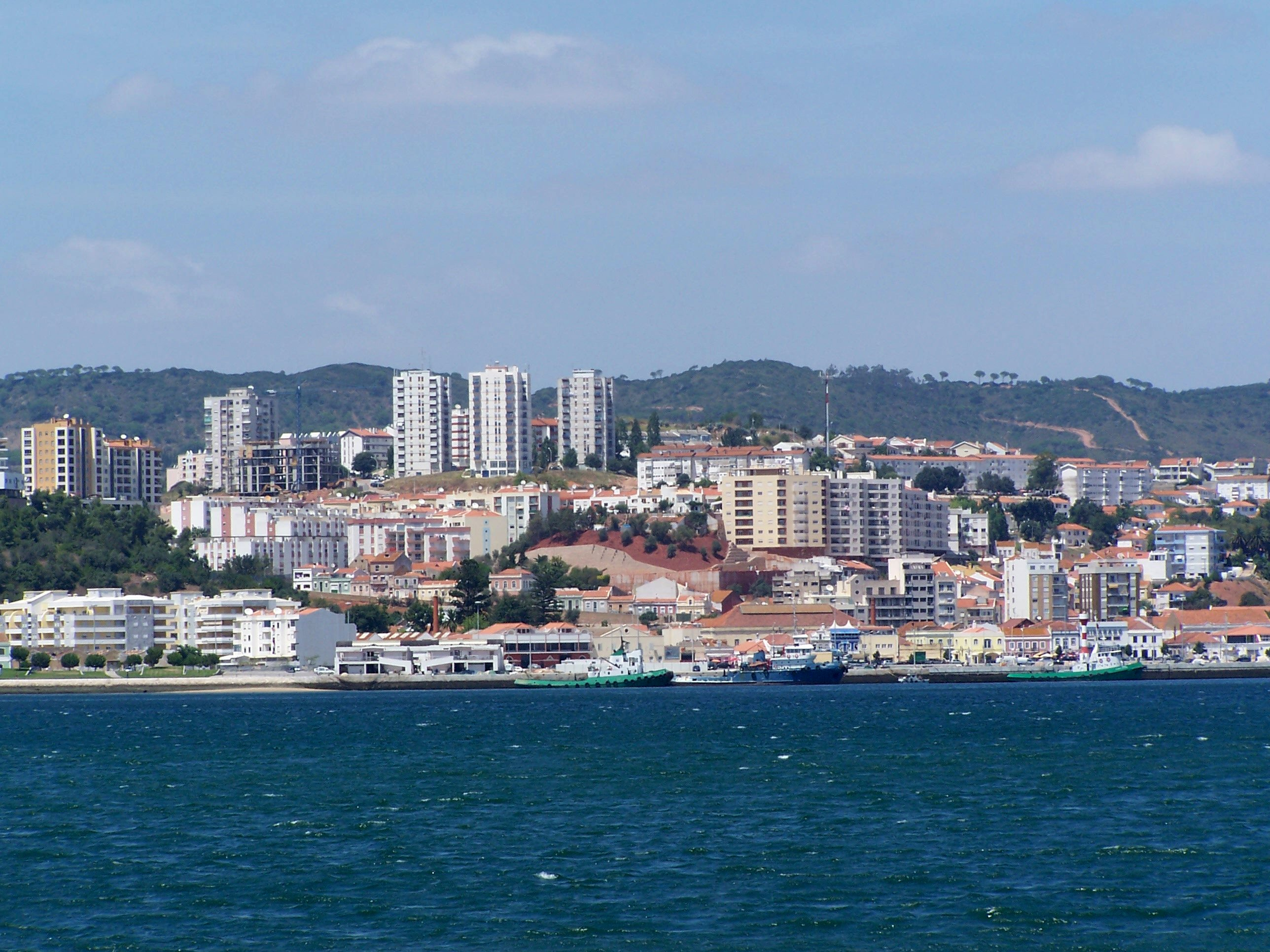
Вигляд на місто з гирла річки Саду
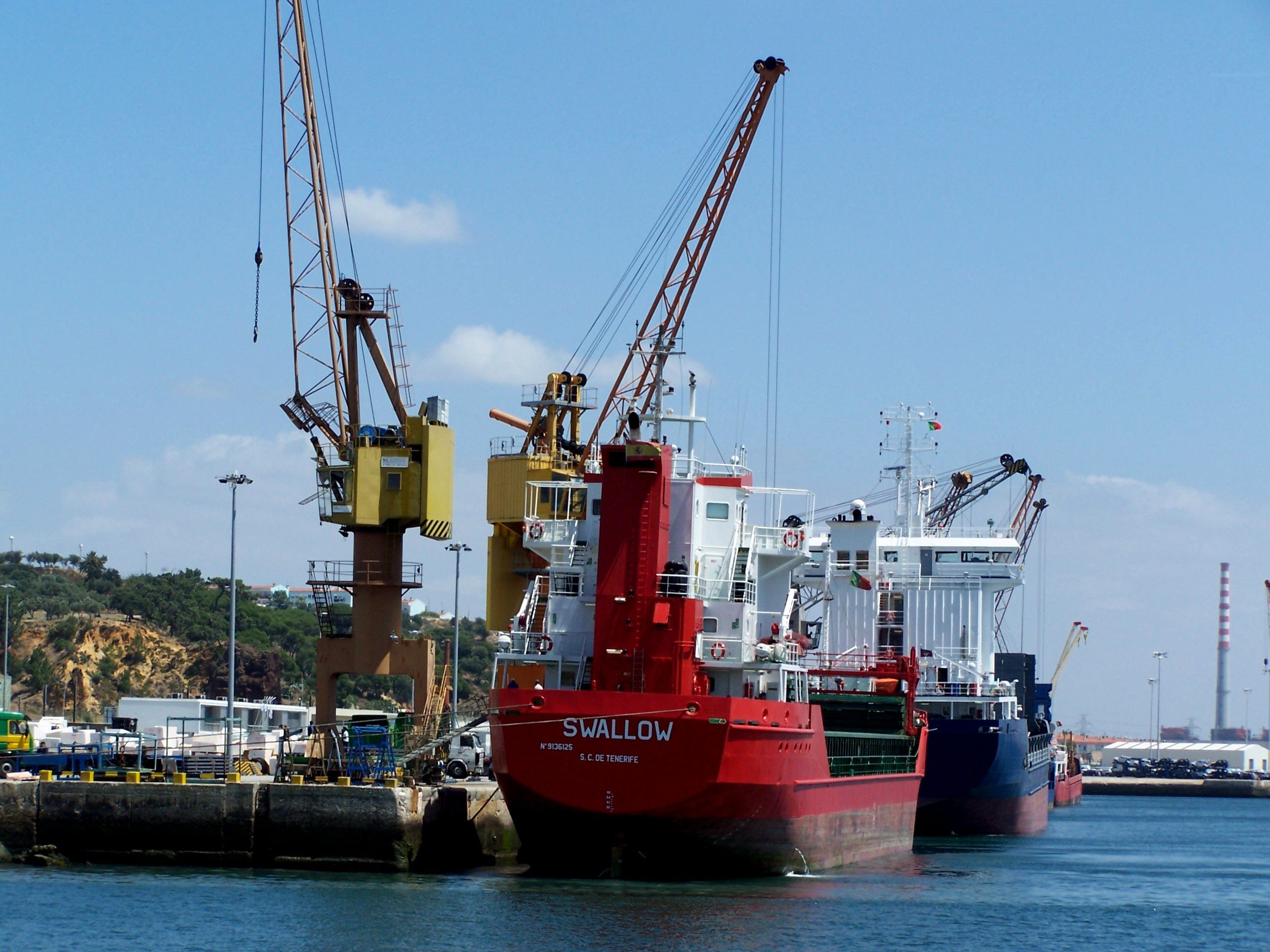
У морському порту
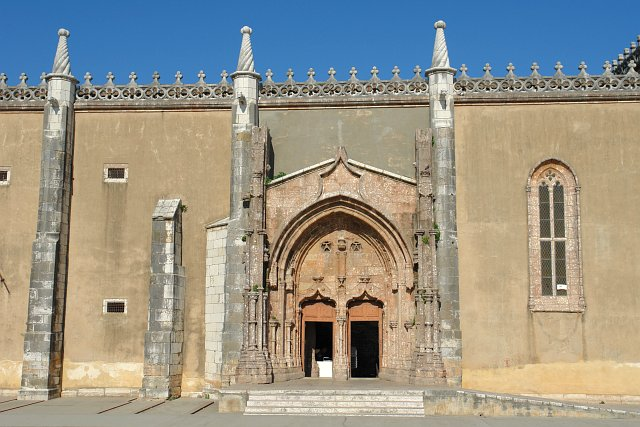
Монастир 15 століття
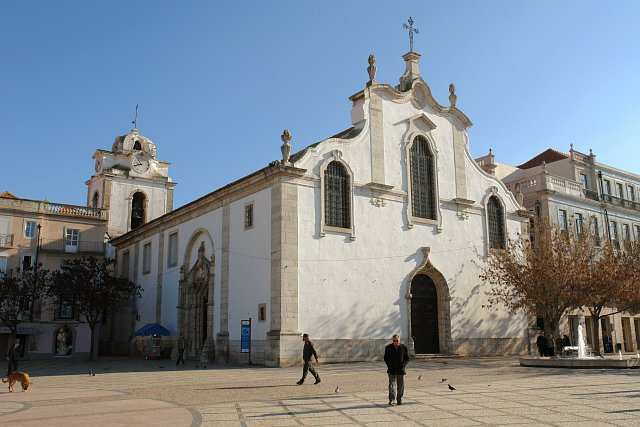
Церква Св. Юліана